# Mercedes-Benz Vision GST
Mercedes-Benz Vision GST ist ein Konzeptfahrzeug von Mercedes-Benz, das im Januar 2002 vorgestellt wurde und später als Mercedes-Benz Baureihe 251 in Serie ging.

## Präsentation
Das Modell wurde im Januar 2002 auf der North American International Auto Show in Detroit vorgestellt. Es hatte einen Ottomotor mit 5,5 Liter Hubraum und einer Leistung von 265 kW (360 PS), Allradantrieb und Sechs-Gang-Automatikgetriebe.
Merkmale waren Scherentüren mit 90 Grad Öffnungswinkel, die sich gegenläufig öffnen sowie der Verzicht auf die B-Säule. Das Dach bestand aus intelligentem Glas. Im Inneren befanden sich Leuchtfolien im Dachhimmel, in den Türinnenverkleidungen und an den unteren Bereichen des Mitteltunnels. Die Sitzbezüge und Türinnenverkleidung bestanden aus einem Gemisch aus Stoff und Leder.
Die 22-Zoll-Räder sollen „den sportlichen Charakter unterstreichen“.
Im Januar 2004 wurde eine Weiterentwicklung, der Mercedes-Benz Vision GST 2, vorgestellt.